# تری هیوز
تری هیوز (انگلیسی: Terry Hughes؛ زادهٔ) کارگردان تلویزیونی اهل بریتانیا است.
وی همچنین برندهٔ جوایزی همچون جایزه امی ساعات پربیننده و جایزه انجمن کارگردانان آمریکا شده‌است.